# Alfred Lotze
Paul Alfred Lotze (Stuttgart, 7 de dezembro de 1882 – Stuttgart, 3 de outubro de 1964) foi um matemático alemão.
Lotze frequentou o Eberhard-Ludwigs-Gymnasium Stuttgart. A partir de 1901 estudou matemática e física na Technische Hochschule Stuttgart (TH Stuttgart) e na Universidade de Tübingen. Em 1906 prestou o Lehramtsexamen para matemática e física e foi então Studienrat até 1936, dentre outros no Karls-Gymnasium Stuttgart. Obteve um doutorado em 1920 em Tübingen, orientado por Gerhard Hessenberg, com a tese Die Grundgleichung der Mechanik insbesondere starrer Körper neu entwickelt nach Grassmanns Punktrechnung, por sugestão de Rudolf Mehmke. Obteve a habilitação em 1924 na TH Stuttgart onde foi depois Privatdozent, onde permaneceu até 1954.
Escreveu com Christian Betsch e Hermann Rothe o artigo Systeme geometrischer Analyse na Encyklopädie der mathematischen Wissenschaften.

## Obras
- Die Grundgleichungen der Mechanik insbesondere starrer Körper neu entwickelt mit Graßmanns Punktrechnung, B. G. Teubner, Leipzig Berlim 1922
- Punkt- und Vektorrechnung, W. de Gruyter. Göschens Lehrbücherei Gruppe 1 Band 13, Berlim Leipzig 1929
- Ein einfacher Weg zu den Differentialinvarianten der Flächentheorie, Jahresbericht DMV 52, 1942, p. 49–58
- Über die von Seydewitzsche Erzeugung von Quadriken und ihre m-dimensionale Verallgemeinerung, Jahresbericht DMV 63, 1960, p. 85–88